# Guerra ou Paz
Guerra ou Paz (portugiesisch: Krieg oder Frieden) ist ein Dokumentarfilm des portugiesischen Regisseurs Rui Simões aus dem Jahr 2012.

## Inhalt
Über die etwa 100.000 jungen Männer, die zwischen 1961 und 1974 in den Portugiesischen Kolonialkrieg zogen, wurde schon häufig berichtet. Sehr viel seltener dagegen wird über die ebenfalls etwa 100.000 berichtet, die sich dem Krieg im Ausland entzogen.
Dieser Film befragt dazu bekannte und weniger bekannte Personen, die diesen Weg gegangen sind. Er lässt sie dazu ihre persönlichen Geschichten erzählen, ihre Beweggründe und Erfahrungen. Dabei geht er auch auf die Suche nach dem Einfluss dieser Personen, die sie nach ihrer Rückkehr nach der Nelkenrevolution 1974 auf die gesellschaftliche Entwicklung Portugals nahmen.
Zu Wort kommen eine Reihe Exilanten, so der Denker und Autor Eduardo Lourenço, der Sänger Luís Cília, die angolanische Schriftsteller Arlindo Barbeitos und António Setas, der angolanische Dramaturg und Lyriker José Mena Abrantes, oder auch der Regisseur selbst.

## Rezeption und Produktion
Guerra ou Paz entstand mit finanzieller Unterstützung der portugiesischen Filmförderungsanstalt ICA und des portugiesischen öffentlich-rechtlichen Fernsehens RTP.
Der Film feierte am 4. April 2014 in der Cinemateca Portuguesa seine Premiere und kam am 10. Februar 2015 in die portugiesischen Kinos.
Guerra ou Paz erschien 2013 als DVD bei Real Ficção.